# George Bowater
George Albert Bowater (26 tháng 10 năm 1911 – 1966) là một cầu thủ bóng đá người Anh thi đấu ở vị trí tiền đạo ở Football League cho Mansfield Town, Bradford Park Avenue và York City và thi đấu nghiệp dư cho Shirebrook, Burton Town, Frickley Colliery và Peterborough United.